# Liberecký kraj
Liberecký kraj leží na samém severu Čech. Je tvořen čtyřmi okresy  (okres Česká Lípa, okres Liberec, okres Jablonec nad Nisou a okres Semily). Po Praze je druhým územně nejmenším krajem Česka, jeho rozloha zabírá cca 4 % území České republiky. Žije zde přibližně 449 tisíc obyvatel. Liberecký kraj jako vyšší územní samosprávný celek byl vytvořen v roce 2000. Sídlem a zároveň největším městem kraje je Liberec.
Kraj sousedí s Královéhradeckým krajem na východě, Středočeským krajem na jihu, Ústeckým krajem na západě, německou spolkovou zemí Sasko na severozápadě a Dolnoslezským vojvodstvím v Polsku na severovýchodě.

## Historie
Poprvé vznikl Liberecký kraj 24. prosince 1948 spolu s dalšími 19 nově vytvořenými kraji v Československu. Vznikly krajské národní výbory. Po 11 letech při další reformě státní správy byl v polovině roku 1960 zrušen, nahradily jej Východočeský a hlavně Severočeský kraj.

## Administrativní členění a statistické údaje
Liberecký kraj a další české kraje byly vytvořeny ústavním zákonem č. 347/1997 Sb., o vytvoření vyšších územních samosprávných celků, a zákonem o krajích (č. 129/2000 Sb.). Administrativně se kraj dělí na čtyři okresy, 10 obvodů obcí s rozšířenou působností a 215 obcí (z toho 36 se statusem města).
| Okres                   | Počet obyvatel (1. 1. 2020) | Rozloha (km²) | Hust. zal. (obyv./km²) | Počet obcí |
| ----------------------- | --------------------------- | ------------- | ---------------------- | ---------- |
| Česká Lípa (CL)         | 103 300                     | 1 073         | 96                     | 57         |
| Jablonec nad Nisou (JN) | 90 667                      | 439           | 206                    | 35         |
| Liberec (LB)            | 175 626                     | 989           | 178                    | 59         |
| Semily (SM)             | 74 097                      | 662           | 106                    | 64         |

Území současného samosprávného Libereckého kraje se nachází na území bývalého Severočeského a Východočeského kraje.

## Řízení kraje

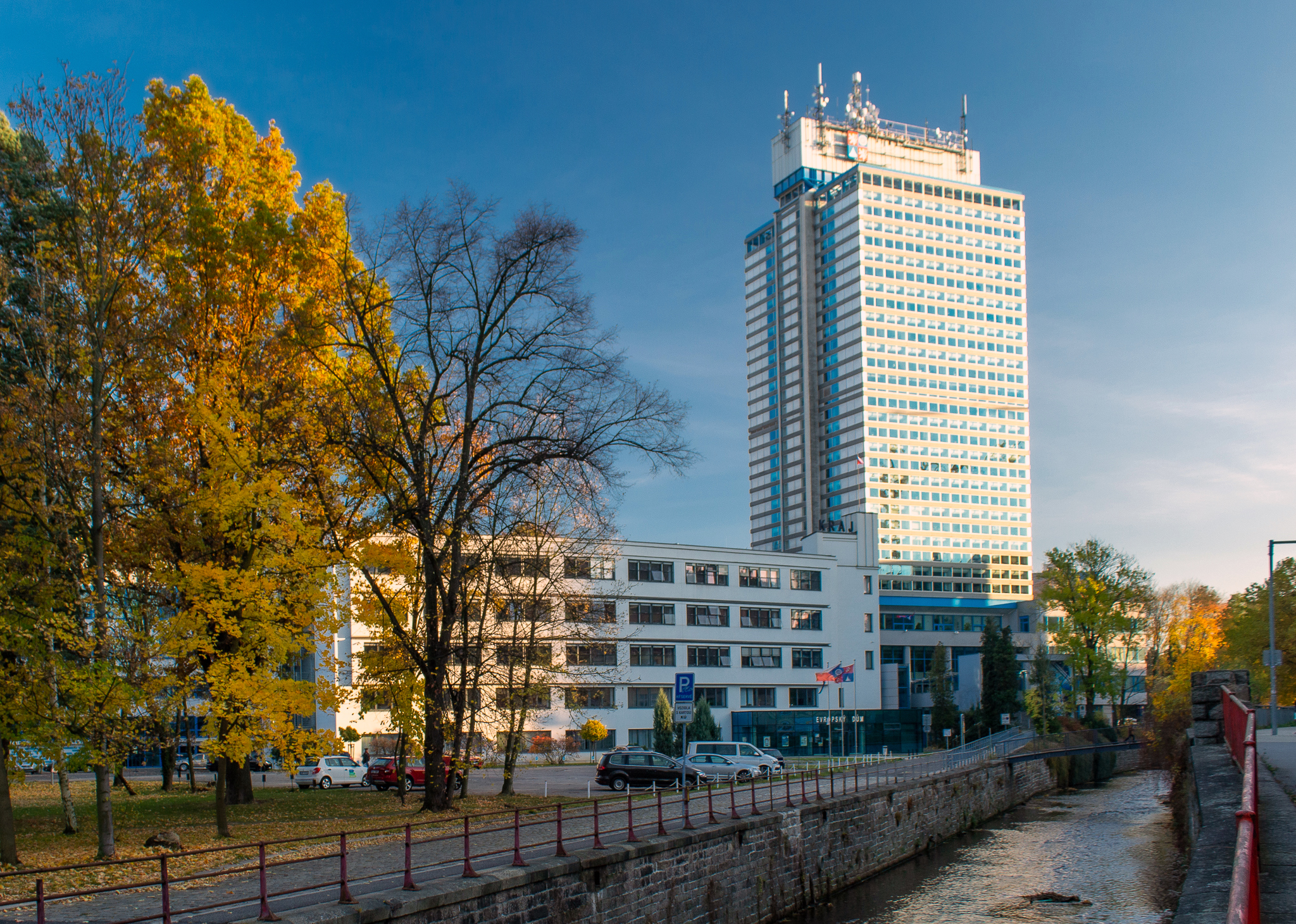
Budova Krajského úřadu Libereckého kraje

Zastupitelstvo kraje čítající 45 členů je voleným statutárním orgánem. Od vzniku kraje se konaly sedmery volby, v letech 2000, 2004, 2008, 2012, 2016, 2020 a 2024.
Kraj má zřízen svůj krajský úřad, v jehož čele je hejtmanem jmenovaný ředitel. Tento úředník (od roku 2010 René Havlík) plní úkoly statutárního orgánu zaměstnavatele, tj. zvoleného zastupitelstva kraje a je nadřízeným všem zaměstnancům krajského úřadu. Nesmí být členem politických stran a hnutí.
Součástí krajského úřadu je 17 odborů. Sídlo krajského úřadu je v ulici U Jezu 642, Liberec 2.

### Historie
V prvních krajských volbách v roce 2000 zvítězila ODS (13 mandátů), v zastupitelstvu zasedli také zástupci KSČM (9 mandátů), Čtyřkoalice (8 mandátů), ČSSD (7 mandátů), SOS (5 mandátů) a Nezávislých (3 mandáty). Hejtmanem se stal Pavel Pavlík za ODS.
Ve volbách v roce 2004 obhájila své vítězství ODS (22 mandátů) před KSČM (10 mandátů), SOS (7 mandátů) a ČSSD (6 mandátů). Hejtmanem byl zvolen Petr Skokan za ODS.
V krajských volbách v roce 2008 získala stejně jako ve všech ostatních krajích nejvíc zastupitelů ČSSD (15 mandátů), za ní skončila ODS (12 mandátů), KSČM (8 mandátů), Starostové pro Liberecký kraj (7 mandátů) a SOS (3 mandáty).
Zvolené zastupitelstvo si na svém prvním zasedání ve 3. volebním období zvolilo 9 uvolněných členů rady a zřídilo 9 výborů. Hejtmanem kraje byl zvolen Stanislav Eichler za ČSSD. Rada kraje ustavila tři komise.

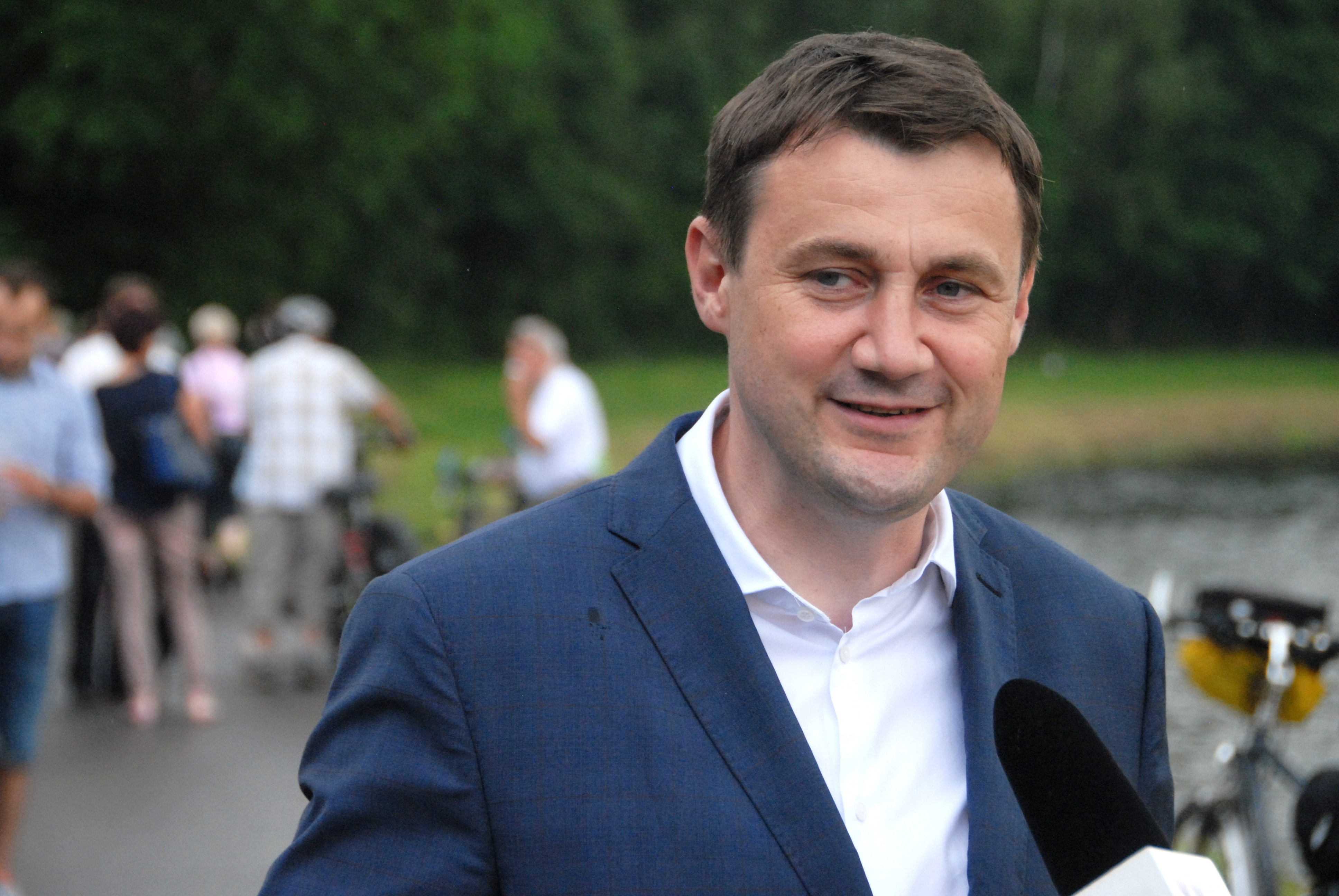
Hejtman Martin Půta, 2016

Ve volbách roku 2012 nečekaně zvítězili Starostové pro Liberecký kraj (13 mandátů), druhá byla KSČM (10 mandátů), třetí politické hnutí Změna (10 mandátů), neúspěšně volby skončily pro čtvrtou ČSSD (7 mandátů) a pátou ODS (5 mandátů). Hejtmanem byl zvolen Martin Půta ze Starostů pro Liberecký kraj, který vytvořil koalici se Změnou. V roce 2015 se zastupitelé Změny rozdělili, jejich část přestala koalici podporovat a novým koaličním partnerem se stala ČSSD.
Volby v roce 2016 přinesly opětovné vítězství Starostů pro Liberecký kraj, kteří počet mandátů navýšili na 18, hnutí ANO 2011 obsadilo 9 mandátů, Změna pro Liberecký kraj, KSČM, ČSSD a ODS po 4 mandátu a koalice SPD a SPO 2 mandáty. Sestavena byla výrazně většinová koalice tvořená Starosty, ANO, ČSSD a ODS.

## Hospodářství

### Ekonomika
Nezaměstnanost v Libereckém kraji se pohybuje kolem 3,1 %, nejnižší je na Jablonecku, Semilsku a ve městě Liberci, nejvyšší pak na Frýdlantsku a Českolipsku. Tradiční průmyslová odvětví jako je textilní (oděvní, vlnařský a pletárenský) průmysl či těžké strojírenství (nákladní automobily aj.) jsou na ústupu. Těžba uranové rudy v oblasti Stráže pod Ralskem je taktéž již minulostí.

### Doprava
Liberecký kraj jako jediný kraj v Česku nemá ani jednu železniční elektrifikovanou trať, trať na Prahu navíc nevyhovuje současným potřebám. Silniční doprava je zastoupena rychlostní komunikací I/35 Liberec – Turnov (– Hradec Králové – Olomouc); evropskou trasou E65 ve směru (Praha –) Turnov – Harrachov – Szczecin; dále silnicemi první třídy I/13 Frýdlant – Liberec – Děčín – Ústí nad Labem (– Most, Karlovy Vary); I/9 Česká Lípa – Mělník a I/14 Liberec – Vrchlabí – Trutnov. Města Liberec a Jablonec jsou propojena tramvajovou tratí. Na území kraje se nachází také několik menších letišť, z nichž nejvýznamnější jsou v Liberci, Hodkovicích nad Mohelkou a České Lípě. Zajímavostí je někdejší vojenské letiště v Hradčanech u Mimoně. Od roku 2009 je v kraji zaveden dopravní systém IDOL.

### Zemědělství
Podstatnou složkou rostlinného zemědělství v Libereckém kraji je pěstování obilnin (pšenice, ječmen), brambor, lnu a řepky olejné. V menší míře se zde též pěstuje kukuřice, řepa, ovoce a zelenina. Chován je zde především skot, prasata a drůbež. Známé jsou i drůbežárny v Brništi a Příšovicích.

### Průmysl a těžby
Stěžejními průmyslovými odvětvími jsou strojírenství, potravinářství a sklářství, díky němuž proslulo ve světě Novoborsko a Jablonecko. Gumárenský průmysl nalezneme v Hrádku nad Nisou, výrobou bižuterie a mincovnou je znám zase Jablonec, Jilemnice výrobou umělých střívek, v Lomnici nad Popelkou se vyrábí známé Lomnické suchary, v Semilech, Mimoni či Zákupech se prosadil dřevozpracující (a nábytkářský) průmysl. V Liberci je zastoupeno mnoho výrobních odvětví, například výroba automobilových komponentů, polygrafický průmysl, sklárna, několik velkých stavebních firem či pivovar. V České Lípě jsou železniční opravny a Turnov zase proslul svými broušenými drahokamy a optickými přístroji. 
Na Frýdlantsku a Hrádecku se těží štěrkopísky a stavební písky, na Českolipsku a Novoborsku sklářské písky; stavební kámen je dobýván na Tachovském vrchu na Českolipsku, v Liberci–Ruprechticích, u Frýdštejna a v Košťálově.
Na vrchu Tlustec byla těžba štěrku (čediče) ukončena po aktivitě místních občanů cca v roce 2000. V současnosti (rok 2018) je již technologie dobývání a zpracování demontována a odvezena.

## Fyzická geografie

### Geomorfologie

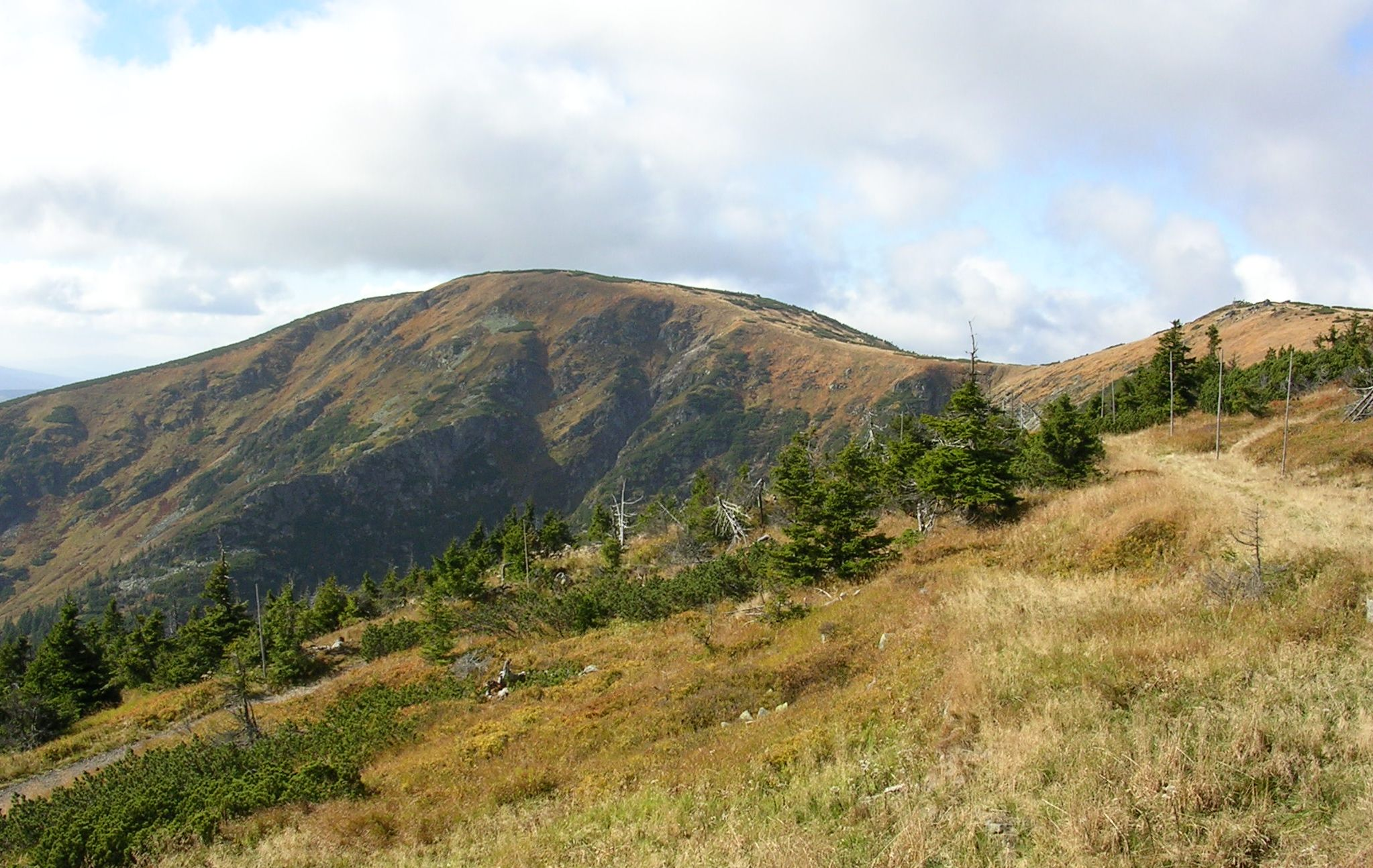
Kotel, nejvyšší hora Libereckého kraje

Územně kraj náleží k České vysočině, který je jednou z nejstarších částí evropské pevniny. Krajinný reliéf je značně členitý, dominantní jsou zejména Lužické a Jizerské hory na severu a Krkonoše na severovýchodě, výrazné jsou též kužele Ralské pahorkatiny na jihozápadě, úhlopříčně je kraj proťat Ještědsko-kozákovským hřbetem, ve Frýdlantském výběžku se rozprostírá mírně zvlněná Frýdlantská pahorkatina, mírně zvlněný reliéf má též Žitavská pánev, jejíž součástí je i Liberecká kotlina; na jihovýchodě pak do kraje zasahuje severní část Jičínské pahorkatiny. Nejvyšším bodem území je hora Kotel – 1435 m – v Krkonoších, nejnižší bod se nachází na Liberecku a je jím hladina řeky Smědé, když na katastru obce Černousy opouští Českou republiku (208 m).
| Systém    | Provincie      | Subprovincie         | Oblast               | Celek                      | Nejvyšší bod             |
| --------- | -------------- | -------------------- | -------------------- | -------------------------- | ------------------------ |
| Hercynský | Česká vysočina | Krkonošsko-jesenická | Krkonošská oblast    | Lužické hory               | Luž (793 m)              |
| Hercynský | Česká vysočina | Krkonošsko-jesenická | Krkonošská oblast    | Žitavská pánev             | Prosečský hřeben (593 m) |
| Hercynský | Česká vysočina | Krkonošsko-jesenická | Krkonošská oblast    | Ještědsko-kozákovský hřbet | Ještěd (1012 m)          |
| Hercynský | Česká vysočina | Krkonošsko-jesenická | Krkonošská oblast    | Frýdlantská pahorkatina    | Andělský vrch (572 m)    |
| Hercynský | Česká vysočina | Krkonošsko-jesenická | Krkonošská oblast    | Jizerské hory              | Smrk (1124 m)            |
| Hercynský | Česká vysočina | Krkonošsko-jesenická | Krkonošská oblast    | Krkonoše                   | Kotel (1435 m)           |
| Hercynský | Česká vysočina | Krkonošsko-jesenická | Krkonošská oblast    | Krkonošské podhůří         |                          |
| Hercynský | Česká vysočina | Krušnohorská         | Krušnohorské podhůří | České středohoří           |                          |
| Hercynský | Česká vysočina | Česká tabule         | Severočeská tabule   | Ralská pahorkatina         | Ralsko (696 m)           |
| Hercynský | Česká vysočina | Česká tabule         | Severočeská tabule   | Jičínská pahorkatina       |                          |

### Vodstvo
Oblastí kraje prochází hlavní evropské rozvodí mezi Baltským a Severním mořem.

#### Vodní toky, vodopády

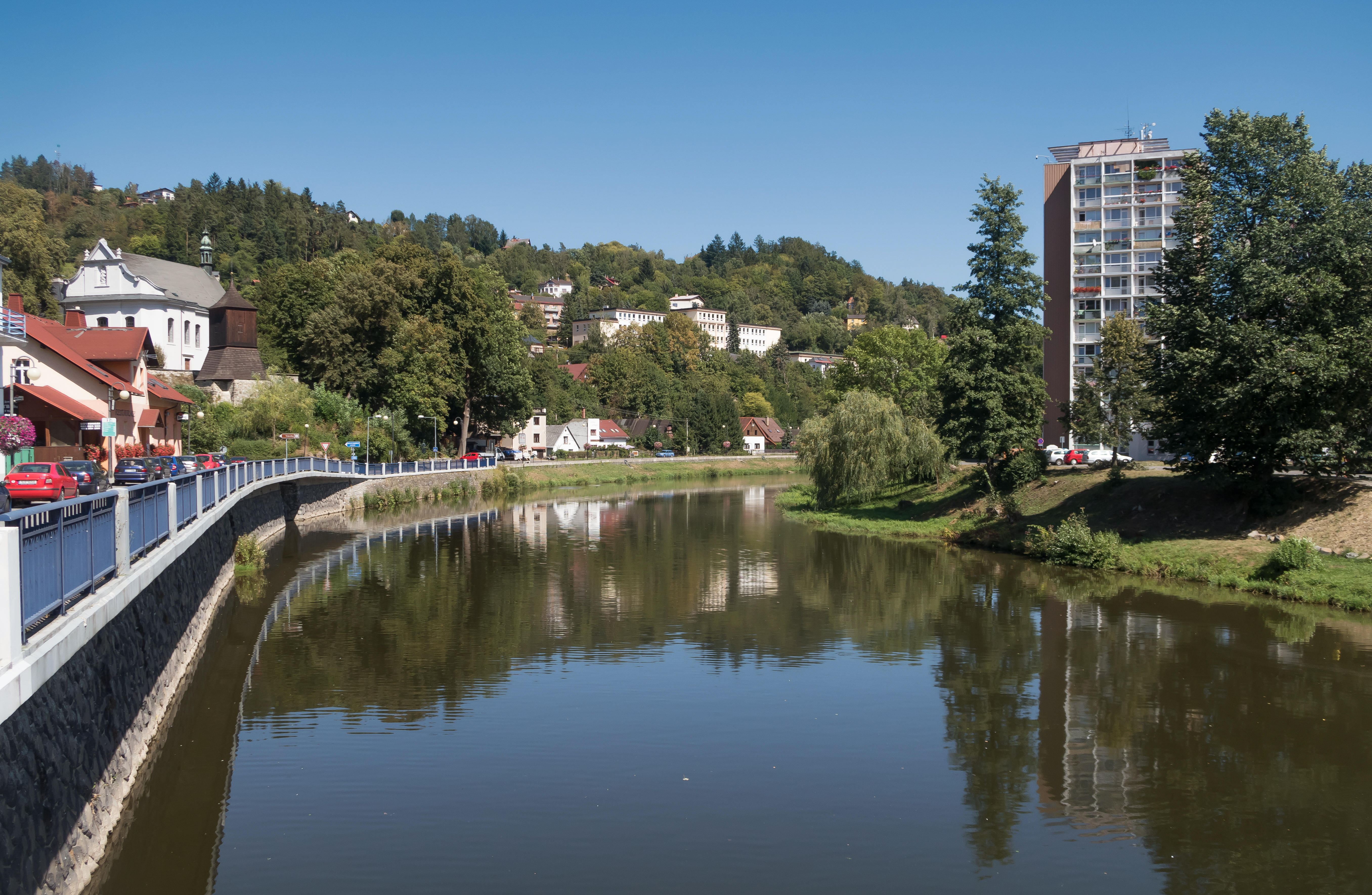
Jizera v Železném Brodě

Z větších českých řek protéká Libereckým krajem pouze Jizera, která protéká např. Semily, Železným Brodem a Turnovem. Menšími řekami jsou Ploučnice, Oleška, Kamenice (přítok Labe) a Kamenice (přítok Jizery). Výčet doplňují říčky, resp. velké potoky, např. Mohelka, Svitavka či Panenský potok. Pramení zde též řeky Lužická Nisa a Smědá.
Na horních tocích potoků a řek je řada vodopádů, např. Jedlový důl, Mumlavský vodopád, Štolpichy či vodopád na Černém potoce.
V srpnu 2010 zasáhly Liberecký kraj bleskové povodně, které napáchaly velké škody včetně několika mrtvých.

#### Vodní nádrže – přehrady a rybníky

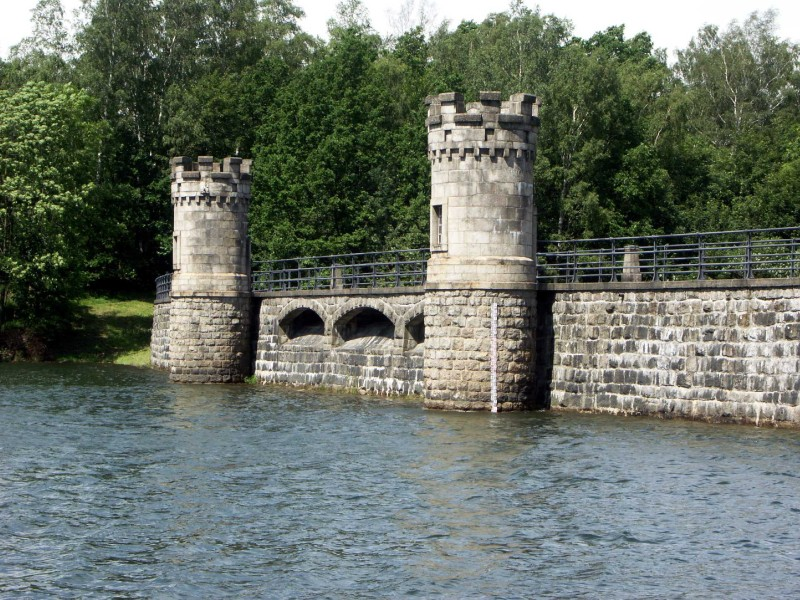
Přehrada Fojtka

Na území kraje je řada přehrad, některé s vodními elektrárnami, či sloužícími jako zásobárny pitné vody. Větší jsou vodní nádrž Bedřichov, vodní nádrž Fojtka, vodní nádrž Harcov, vodní nádrž Josefův Důl, vodní nádrž Mlýnice, vodní nádrž Mšeno a vodní nádrž Souš.
Rybníky jsou hlavně na území okresu Česká Lípa. Největším je rybník známý jako Máchovo jezero, nedaleká soustava 23 Holanských rybníků, rezervace Břehyně – Pecopala, velké jsou Hamerský rybník a Novozámecký rybník.

### Pedologie
Z půdních typů převažují podzoly (Ralsko, Jizerské hory či Krkonoše), zamokřené půdy (značná část Frýdlantska, Českolipska), hnědozemě (Turnovsko) a kambizemě. V okolí vodních toků jsou fluvizemě.

### Biogeografická charakteristika
Liberecký kraj oplývá značným přírodním bohatstvím, neboť jeho značná část je pokryta lesy a jeho reliéf je velmi členitý. Do kraje zasahuje několik velkoplošných území, jednak Krkonošský národní park a také pět chráněných krajinných oblastí: CHKO Kokořínsko, CHKO Lužické hory, CHKO České středohoří, CHKO Jizerské hory a CHKO Český ráj. Na území kraje je 8 národních přírodních rezervací (NPR), 8 národních přírodních památek (NPP), 36 přírodních reservací (PR), 68 přírodních památek (PP), 3 chráněné přírodní parky. Do roku 2006 byla v kraji vybudováno 29 naučných stezek.

## Města
Liberec je krajským městem, dalšími bývalými okresními městy jsou Česká Lípa, Jablonec a Semily. Většími městy nad 5 000 obyvatel jsou tato:
- Okres Liberec: Liberec, Frýdlant, Hrádek nad Nisou a Chrastava
- Okres Česká Lípa: Česká Lípa, Nový Bor, Mimoň, Doksy
- Okres Jablonec nad Nisou: Jablonec nad Nisou, Tanvald a Železný Brod
- Okres Semily: Turnov, Semily, Lomnice nad Popelkou a Jilemnice

Další města a větší obce jsou uvedeny v článcích jednotlivých okresů.
Městské památkové zóny byly vyhlášeny v 15 městech kraje:
- Okres Liberec: Liberec, Frýdlant, Hrádek nad Nisou, Český Dub, Hodkovice nad Mohelkou, Jablonné v Podještědí
- Okres Česká Lípa: Česká Lípa, Nový Bor, Dubá, Kamenický Šenov a Zákupy
- Okres Jablonec nad Nisou: Jablonec nad Nisou
- Okres Semily: Turnov, Lomnice nad Popelkou a Jilemnice

## Turistické cíle

### Národní kulturní památky

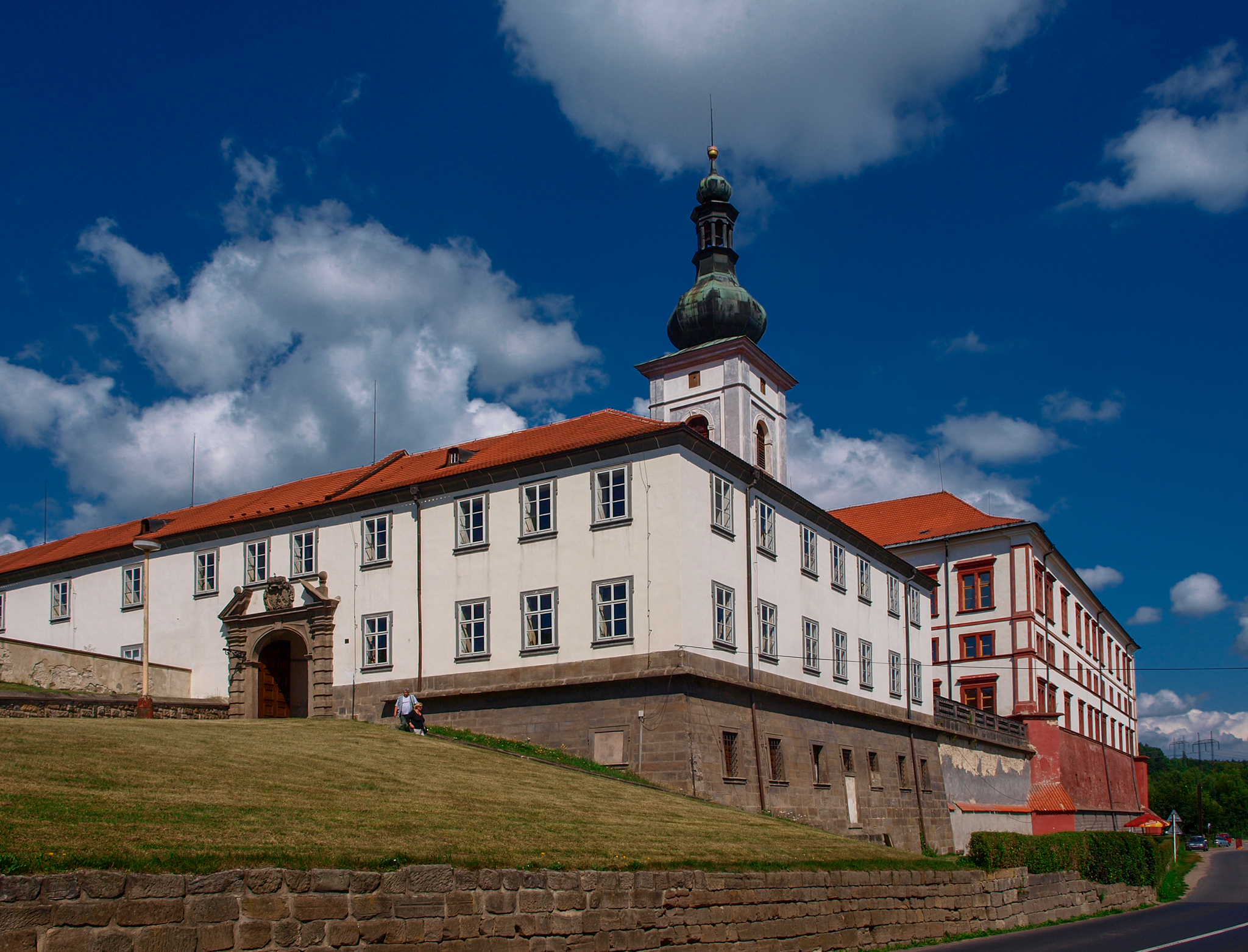
Zámek Zákupy

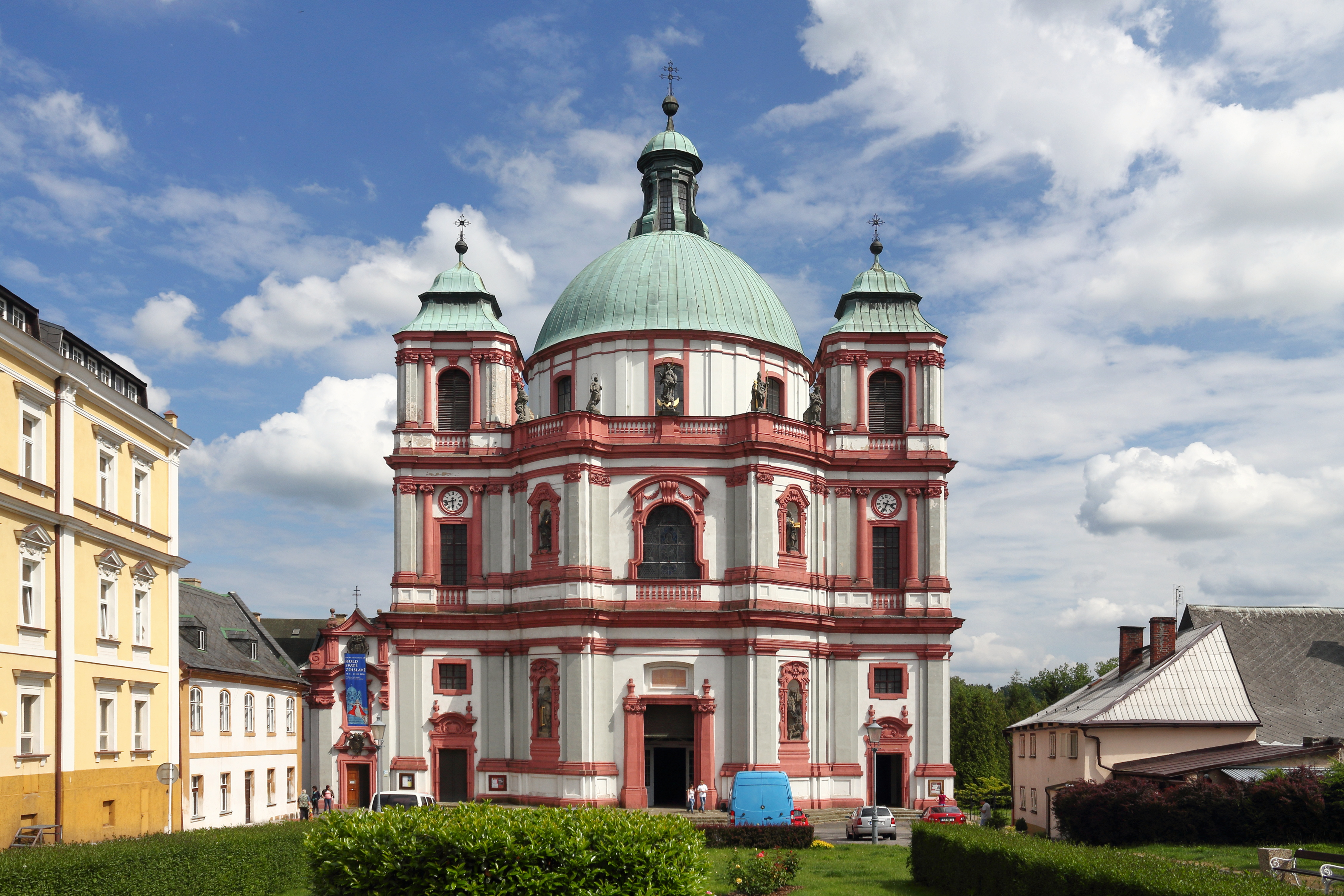
Bazilika svatého Vavřince a svaté Zdislavy v Jablonném v Podještědí.

V kraji má status Národní kulturní památky 12 objektů: hrad Bezděz, hrad a zámek Grabštejn, hrad a zámek Frýdlant, zámek Sychrov, vysílač a hotel Ještěd, zámek Lemberk, zámek Zákupy, zámek Hrubý Rohozec, kostel Navštívení Panny Marie v Hejnicích, Dlaskův statek, zřícenina Trosky a bazilika minor sv. Vavřince a sv. Zdislavy v Jablonném v Podještědí.

### Další zajímavá místa
- Hrady vč. zřícenin: Houska, Valdštejn, Bradlec, Děvín, Hamrštejn, Sloup v Čechách, Lipý, Hřídelík, Kumburk (hrad), Návarov, hrad Roimund, Ronov, Rotštejn, Starý Berštejn, Stohánek, Štěpanice, Milčany, Vranov, Frýdštejn, Jestřebí, Ralsko, Svojkov
- Zámky vč. zřícenin: Doksy, Hrubá Skála, Jilemnice, Liberec, Nový Berštejn, zámek Sloup v Čechách, Sychrov, Zahrádky,
- Církevní památky: poutní kostel Navštívení P. Marie v Hejnicích, Boží hrob u Velenic, kaple Božího hrobu v Mimoni, johanitská komenda Český Dub, Krásná – Kittelův dům, Letařovice – kostel sv. Jakuba Staršího s kostnicí, Ves – půvabný venkovský kostelík, Zdislavina studánka

### Turistická střediska
Bedřichov, Hrabětice, Josefův Důl, Doksy, Horní Maxov, Hrubá Skála, Janov nad Nisou, Jizerka, Líšný, Malá Skála, Nová Louka, Polubný, Příchovice, Rejdice, Sedmihorky, Sloup v Čechách, Smědava, Staré Splavy, Horní Mísečky, Harrachov

### Výběr přírodních krás
Bozkovské dolomitové jeskyně, Čap, Čertova zeď, Frýdlantské cimbuří, Hruboskalsko, Ještěd, Jizera, Klíč, Kotel, Kozákov, Luž, meandry Ploučnice, Meandry Smědé, Panská skála, Popova skála, Riegrova stezka, Štolpichy, Vlhošť, Vranovské skály

## Propagace

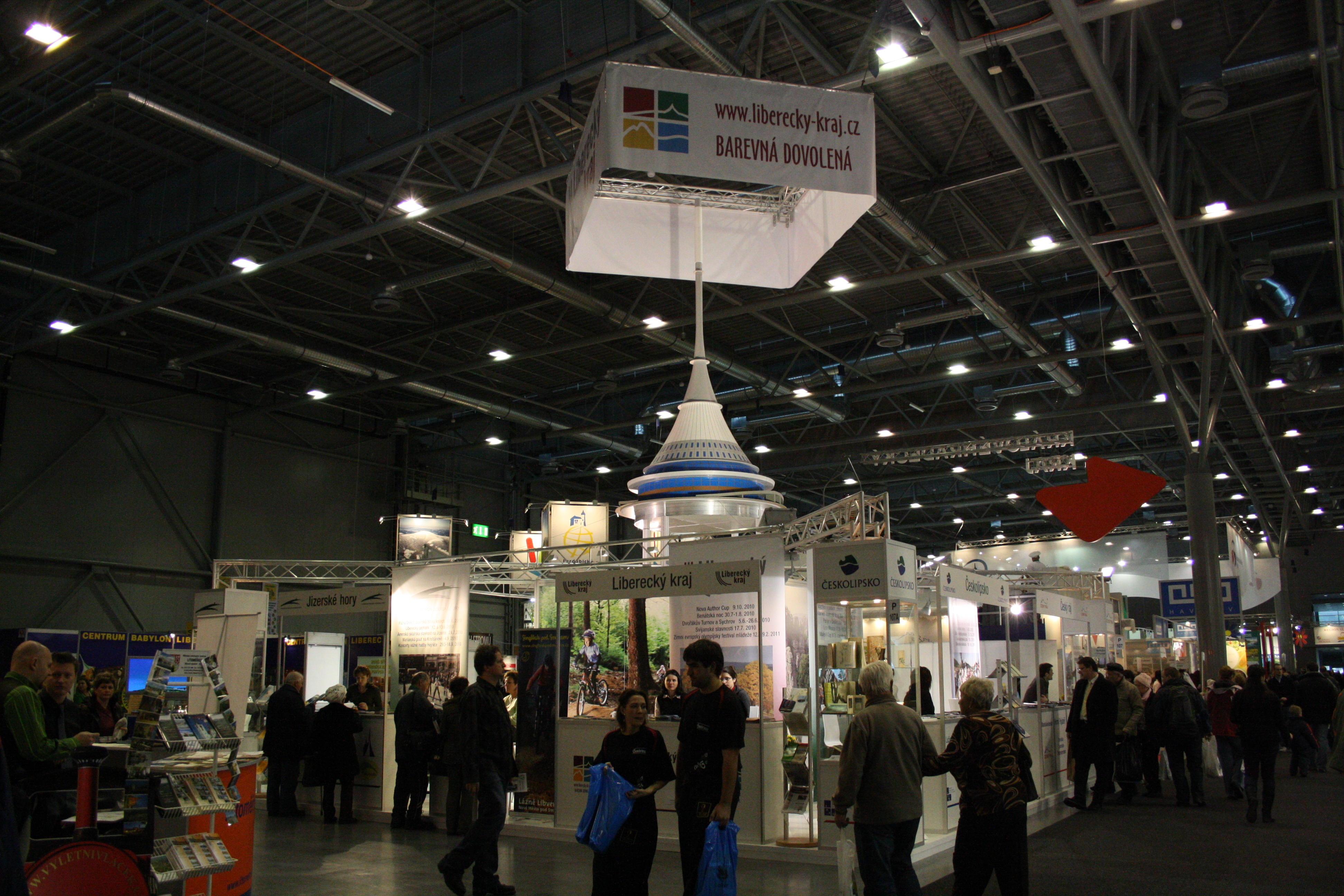
Celkový pohled na prezentaci Libereckého kraje i s modelem Ještědského vysílače

Rada Libereckého kraje vydává měsíčník s názvem Liberecký kraj, dodávaný zdarma do všech poštovních schránek v kraji. Tiskovinu novinového vzhledu většího formátu o rozsahu 4 listů řídí ustavená redakční rada v čele s B. Matoušovou. Měsíčník má také internetovou verzi.
S podporou města Liberce je dále vydáván soukromou společností časopis (čtvrtletník) Véčko v nákladu 2 000 ks, jehož obsahem jsou články z Libereckého kraje. Zaměřené jsou na propagaci turistiky, informace o historii, kultuře.